# Rio Maullín
Rio Maullín (espanhol: Río Maullín) é um rio do Chile localizado na região de Los Lagos. O rio se origina na saída do Lago Llanquihue e flui geralmente para sudoeste, ao longo de uma série de quilômetros.

## História
O frade franciscano Francisco Alvarez Villanueva mencionou em 1780 o rio Maullín como o limite entre as possessões espanholas e a " nação Cunco " ao norte.
O rio foi explorado extensivamente pela primeira vez em 1856 e 1857 pelos oficiais da Marinha chilenaFrancisco Hudson e Francisco Vidal Gormaz . A área ao redor do Lago Llanquihue foi colonizada na segunda metade do século XIX por imigrantes alemães , que receberam terras do governo em um esquema para encorajar o assentamento nesta área.